# Kruklanki (gemeente)
De gemeente Kruklanki is een landgemeente in het Poolse woiwodschap Ermland-Mazurië, in powiat Giżycki.
De zetel van de gemeente is in Kruklanki.
Op 30 juni 2004 telde de gemeente 3006 inwoners.

## Oppervlakte gegevens
In 2002 bedroeg de totale oppervlakte van gemeente Kruklanki 201,01 km², waarvan:
- agrarisch gebied: 33%
- bossen: 53%

De gemeente beslaat 17,97% van de totale oppervlakte van de powiat.

## Demografie
Stand op 30 juni 2004:
| Omschrijving                   | Totaal | Totaal | Vrouwen | Vrouwen | Mannen | Mannen |
| ------------------------------ | ------ | ------ | ------- | ------- | ------ | ------ |
| eenheid                        | aantal | %      | aantal  | %       | aantal | %      |
| inwoners                       | 3006   | 100    | 1481    | 49,3    | 1525   | 50,7   |
| bevolkingsdichtheid (inw./km²) | 15     | 15     | 7,4     | 7,4     | 7,6    | 7,6    |

In 2002 bedroeg het gemiddelde inkomen per inwoner 1510,19 zł.

## Administratieve plaatsen (sołectwo)
Boćwinka, Brożówka, Jasieniec, Jeziorowskie, Jurkowo, Kruklanki, Lipowo, Możdżany, Sołtmany, Żabinki, Żywki, Żywy.

## Overige plaatsen
Borki, Budziska Leśne, Czarcia Góra, Grądy Kruklaneckie, Kamienna Struga, Knieja Łuczańska, Majerka, Podleśne, Wolisko, Żywki Małe.

## Aangrenzende gemeenten
Banie Mazurskie, Giżycko, Kowale Oleckie, Pozezdrze, Świętajno, Wydminy